# Franz Vogler
Pour les articles homonymes, voir Vogler.
Franz Vogler, né le 15 août 1944 à Oberstdorf, est un skieur alpin allemand.

## Palmarès

### Jeux olympiques d'hiver
| Épreuve / Édition | Descente | Slalom géant | Slalom |
| JO 1968 Grenoble  | 15e      | —            | —      |
| JO 1972 Sapporo   | 24e      | —            | —      |

### Championnats du monde
| Épreuve / Édition         | Descente    | Slalom géant | Slalom  | Combiné |
| Mondiaux 1966 Portillo    | Bronze      | Abandon      | Abandon | —       |
| JO 1968 Grenoble          | 15e         | —            | —       | —       |
| Mondiaux 1970 Val Gardena | Non partant | —            | —       | —       |
| JO 1972 Sapporo           | 24e         | —            | —       | —       |

### Coupe du monde
Franz Vogler obtient son meilleur résultat en 1967 et 1972 en se plaçant au 14e rang du classement général de la Coupe du monde. Il se classe par ailleurs 3e du classement de la coupe du monde de descente en 1967. Franz Vogler est monté à six reprises sur le podium et compte une victoire en Coupe du monde.

#### Différents classements en Coupe du monde
| Saison / Épreuve | Saison / Épreuve | Général | Général | Descente | Descente |
| ---------------- | ---------------- | ------- | ------- | -------- | -------- |
| Saison / Épreuve | Saison / Épreuve | Class.  | Points  | Class.   | Points   |
| 1967             | 1967             | 14e     | 36      | 3e       | 36       |
| 1968             | 1968             | 32e     | 10      | 12e      | 10       |
| 1969             | 1969             | 28e     | 15      | 11e      | 15       |
| 1970             | 1970             | 19e     | 37      | 5e       | 37       |
| 1971             | 1971             | 25e     | 25      | 9e       | 25       |
| 1972             | 1972             | 14e     | 47      | 5e       | 47       |

#### Détail des victoires
| Saison / Épreuve | Descente         | Total |
| 1972             | Crystal Mountain | 1     |
| Total            | 1                | 1     |

### Arlberg-Kandahar
- Meilleur résultat : 3e place dans les descentes 1969 à Sankt Anton et 1970 à Garmisch